# Ардро при Раки
Ардро при Раки (словен. Ardro pri Raki) је насељено место у саставу општине Кршко, која припада Посавској регији у Републици Словенији.

## Име
Име насеља је промењено 1953 из Ардро у Ардро при Раки.

## Географија
Насеље површине 1,28 км², налази се на надморској висини 219,6 метара.

## Историја
До територијалне реорганицације у Словенији, Ардро при Раки се налазио у саставу старе општине Кршко.

## Становништво
Приликом пописа становништва 2011. године Ардро при Раки је имао 87 становника.
| 1991 | 2002 | 2011 |
| 92   | 80   | 87   |

Напомена: До 1953. исказивано под именом Ардро.

## Културна баштина
У насељу Ардро при Раки регистровано је једно непокретно културно добро Републике Словеније. То је стара кућа из 19. века зидана од камена и квадратних греда.